# Gif-sur-Yvette
Gif-sur-Yvette är en kommun i departementet Essonne i regionen Île-de-France i norra Frankrike. Kommunen ligger i kantonen Gif-sur-Yvette som tillhör arrondissementet Palaiseau. År 2022 hade Gif-sur-Yvette 22 578 invånare.
Gif-sur-Yvette är en av de sydvästliga förstäderna till Paris. Kommunen ligger 22,9 km från Paris centrum.

## Utbildning
- CentraleSupélec
- École supérieure d'électricité

## Befolkningsutveckling
Antalet invånare i kommunen Gif-sur-Yvette
| Referens: INSEE |